# Рабство в США

Анімація демонструє коли і які території та штати Сполучених Штатів забороняли або дозволяли рабство, 1789–1861

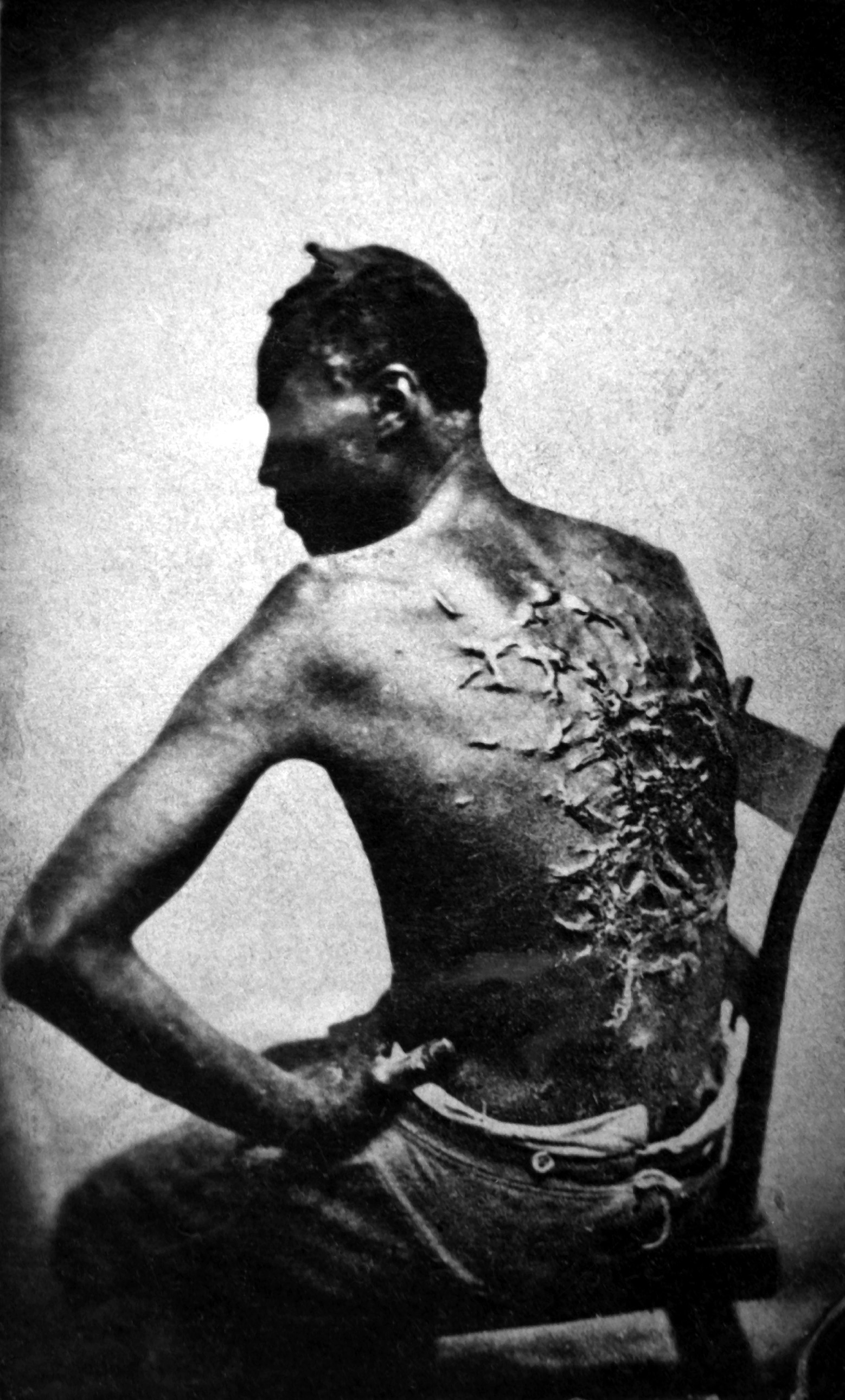
Чорношкірий раб, після покарання ударами батога. Луїзіана, 1863

Рабство в США — система рабовласництва та використання праці рабів, що існувала в США в 1619–1865 роках. Більшість рабів були африканцями, насильно вивезеними з місць проживання, і їхніми нащадками.
Вперше африканські невільники були завезені в британську Вірджинію англійськими колоністами в 1619 р. Станом на 1860 рік, з 12-мільйонного населення 15 американських штатів, де зберігалося рабство, 4 мільйони були рабами. З 1,5 млн сімей, що жили в цих штатах, понад 390 тис. сімей мали рабів.
Праця рабів широко використовувалася в плантаційному господарстві, дозволяючи отримувати американським рабовласникам високі прибутки. У першій половині XIX століття національне багатство Сполучених Штатів значною мірою було засновано на експлуатації рабської праці. За період з XVI століття по XIX століття в країни Америки було завезено близько 12 мільйонів африканців, з них близько 645 тис. — на територію сучасних США.

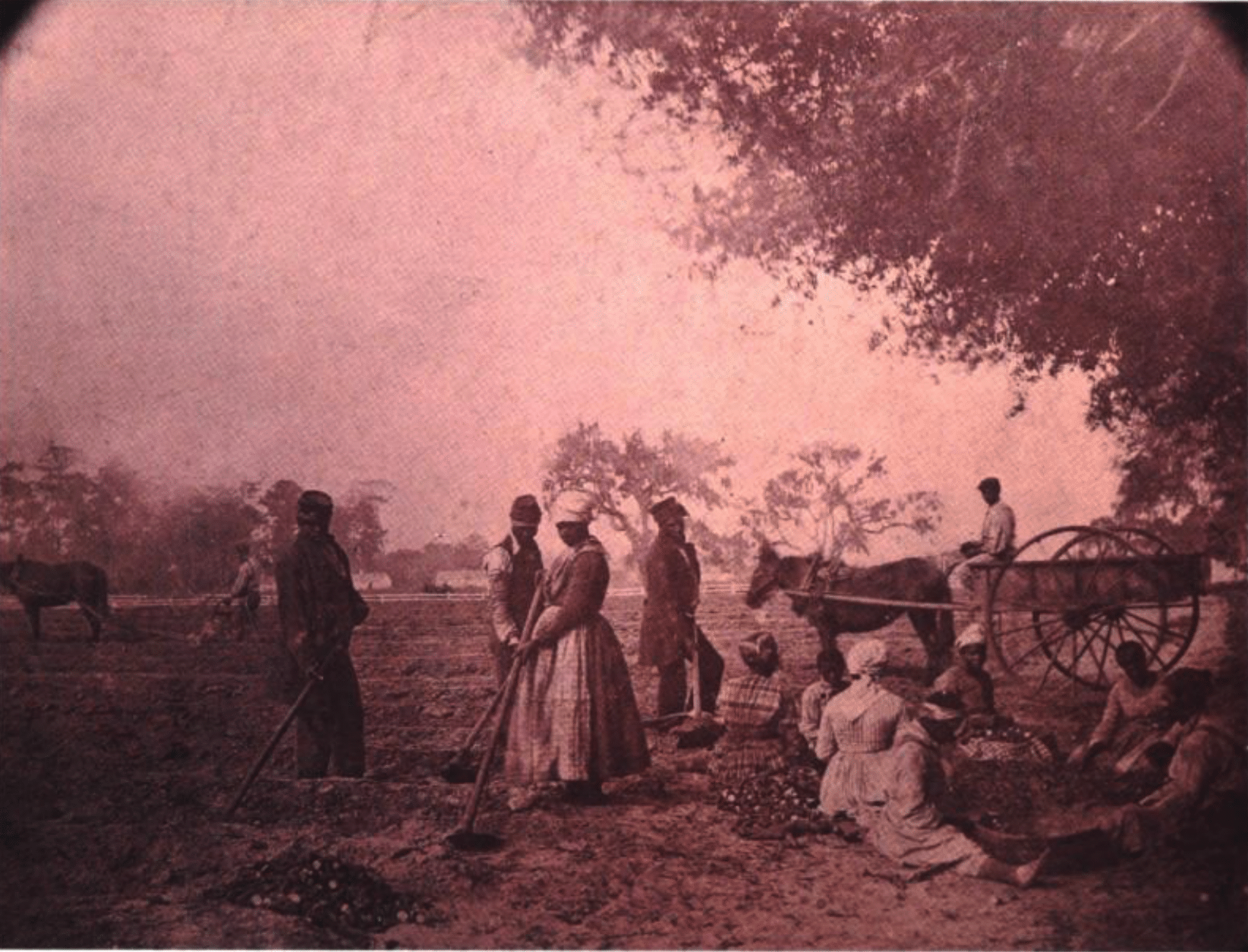
Раби на плантації в Південній Кароліні саджають батат, 1862 рік.

У січні 1849-го Авраам Лінкольн вніс до Конгресу білль про заборону рабства у федеральному окрузі Колумбія. Поправку відхилили, хоча позиція загалом була досить поміркованою. Скасування рабства в столиці США не означало його остаточного знищення і було важливим, радше, з морально-етичного погляду: столицю держави, яка претендувала на першість на американському континенті, мали населяти вільні люди. 
18 вересня 1850 Конгрес США ухвалив закон про рабів-утікачів, що дозволяв пошук і затримання втікачів рабів на територіях, де рабство було вже скасовано. Закон зобов'язував населення всіх штатів брати активну участь в затриманні рабів-утікачів і передбачав суворе покарання для рабів, тих, хто їх переховував і тих, хто не сприяв затриманню раба. У всіх південних і північних штатах засновувалися особливі уповноважені з ловлі рабів, яким слід надавати сприяння. Спійманих рабів поміщали у в'язницю і під озброєною охороною повертали рабовласникові. Щоб раб був визнаний збіглим, достатньо було, щоб будь-який білий заявив і підтвердив під присягою, що цей афроамериканець є рабом, який втік від нього.
Були й раби доволі в більш добріших рабовласників, раби Джастіна Ліконіса за хороше виконання роботи могли вільно переїжджати на конях і каретах і ходити в аристократичному одязі, такі випадки були в штатах Флорида, Колорадо,Техас тощо.
На індіанській території, яка формально не входила до складу США і де проживали виселені в 1830-і рр. з південних штатів П'ять цивілізованих племен, рабство в окремих випадках зберігалося до 1870-х рр. При цьому положення рабів в індіанців було кращим у порівнянні з південними штатами, а значну частину племені семінолів становили афроамериканці і нащадки змішаних індіансько-афроамериканських шлюбів.
Рабство було скасовано після завершення Громадянської війни 1861–1865 років і прийняття Тринадцятої поправки до Конституції США в грудні 1865 року.